# Alex Vinatzer
Alex Vinatzer, né le 22 septembre 1999 à Bolzano, est un skieur alpin italien. Spécialiste du slalom, il est monté sur deux podium en coupe du monde.

## Carrière
Membre des Fiamme Gialle, il commence sa carrière dans des courses FIS en 2015.
En 2017, il remporte deux médailles d'or du Festival olympique de la jeunesse européenne à Erzurum.
Lors des Championnats du monde juniors 2018, à Davos, il termine 2e en slalom derrière le Français Clément Noël.
Il est alors sélectionné pour les Jeux olympiques d'hiver de Pyeongchang où il remporte une victoire sur Alexis Pinturault dans la compétition par équipes.
En fin d'année 2018, il est vainqueur du slalom de Levi, comptant pour la Coupe d'Europe, puis remporte le titre du slalom lors des Championnats du monde juniors de ski alpin 2019 en val di Fassa. 
Il fait ses débuts en championnat du monde en 2019, à Åre, remportant une médaille de bronze à l'épreuve par équipes avec Lara Della Mea, Irene Curtoni et Simon Maurberger. Il y est aussi 19e du slalom. La saison 2018-2019 voit aussi Alex Vinatzer marquer ses premiers points en Coupe du monde avec une 20e place au slalom de Wengen. Il monte sur le premier podium (aussi premier top dix) de sa carrière en terminant troisième du slalom de Zagreb le 5 janvier 2020, avant de finir sixième à Schladming. L'hiver suivant, Vinatzer finit quatre fois dans le top dix en Coupe du monde, dont troisième au slalom de Madonna di Campiglio, derrière Henrik Kristoffersen et Sebastian Foss-Solevåg. Aussi, en Italie, il dispute ses deuxièmes championnats du monde en 2021, où pour sa seule course au programme, le slalom, se classe quatrième.

### Jeux olympiques
| Édition / Épreuve   | Slalom | Slalom géant |
| ------------------- | ------ | ------------ |
| JO 2018 Pyeongchang | DNF    |              |
| JO 2022 Pékin       | DNF    | DNF          |

### Championnats du monde
| Édition / Épreuve                | Slalom | Par équipes |
| -------------------------------- | ------ | ----------- |
| Mondiaux 2019 Åre                | 19e    | Bronze      |
| Mondiaux 2021 Cortina d'Ampezzo  | 4e     | -           |
| Mondiaux 2023 Courchevel-Méribel | Bronze |             |
| Mondiaux 2025 Saalbach           |        | Or          |

### Coupe du monde
- Meilleur classement général : 38e en 2021.
- 3 podiums.

#### Classements par saison
| Saison | Général | Slalom | Slalom géant | Super G | Descente | Combiné | Parallèle                        |
| ------ | ------- | ------ | ------------ | ------- | -------- | ------- | -------------------------------- |
| 2019   | 94e     | 31e    | —            | —       | —        | —       | Épreuve inexistante à cette date |
| 2020   | 49e     | 11e    | —            | —       | —        | —       | —                                |
| 2021   | 38e     | 13e    | —            | —       | —        | —       | —                                |

### Championnats du monde junior
- Davos 2018 :
  -  Médaille d'argent en slalom.
- Val di Fassa 2019 :
  -  Médaille d'or en slalom.

### Festival olympique de la jeunesse européenne
- Erzurum 2017 :
  -  Médaille d'or en slalom géant.
  -  Médaille d'or en slalom.

### Coupe d'Europe
- 1 victoire en slalom.